# Ungarische Badminton-Mannschaftsmeisterschaft
Ungarische Badminton-Mannschaftsmeisterschaften werden seit 1961 ausgetragen. Ein Jahr zuvor starteten die Einzelwettbewerbe, 1974 kamen die internationalen Meisterschaften dazu. Die Junioren ermitteln seit 1966 ihre Titelträger.

## Die Mannschaftsmeister
| Saison        | Sieger | Mannschaftsaufstellung |
| ------------- | --- | --- |
| 1961          | BÜKSE I | Pál Rázsó, György Rázsó, Zsigmond Kaszap |
| 1962          | BÜKSE | Pál Rázsó, György Rázsó, Zsigmond Kaszap, Endréné Komjátszegi |
| 1963          | BÜKSE | Pál Rázsó, György Rázsó, Zsigmond Kaszap, József Beréndi |
| 1964          | ÉVITERV SC (Männer) ÉVITERV SC (Frauen)                                                                           | Pál Rázsó, György Rázsó, Chay Phimprachanh, Zsolt Vajna, József Berendi, Alajos Penkó Éva Szűcs, Éva Schmitt, Irén Geblusek, Józsefiné Berendi |
| 1965          | MÜM 2 tanintézet SK (Männer) ÉVITERV SC (Frauen)                                                                  | József Berendi, Tibor Richter, Miklós Torma, Lajos Rekettye Éva Ráduly, Éva Szűcs, Irén Geblusek, Éva Schmitt, Katalin Jászonyi |
| 1966          | ÉVITERV SC (Männer) ÉVITERV SC (Frauen)                                                                           | János Cserni, Pál Rázsó, György Rázsó, Zsolt Vajna, Ferenc Jászonyi, Katalin Jászonyi Éva Schmitt, Éva Cserni, Éva Ráduly |
| 1967          | Bp. Petôfi SC | János Cserni, Pál Rázsó, György Rázsó, Ferenc Jászonyi, Zsolt Vajna, Péter Majerszky, Katalin Jászonyi, Renáta Doba, Katalin Teleki |
| 1968          | Bp. Petôfi SC | Pál Rázsó, Ferenc Jászonyi, György Rázsó, Miklós Steffler, Ákos Merényi, Éva Cserni, Katalin Jászonyi, Erzsébet Wolf |
| 1969          | Bp. Petôfi SC | Ferenc Jászonyi, Pál Rázsó, György Rázsó, Ferenc Rolek, Ákos Merényi, András Pálfia, Éva Cserni, Katalin Jászonyi, Hajnalka Kolossay |
| 1970          | Bp. Helyiipari SC                                                                                                 | János Cserni, Tamás Szulyovszky, József Berendi, László Rammer, Lajos Rekettye, Éva Cserni, Zsuzsa Gyulay, Erzsébet Asztalos |
| 1971 bis 1978 | keine Austragung                                                                                                  | |
| 1979          | FÖKERT SE | József Papp, János Cserni, László Rammer, Gábor Petrovits, György Borka, Éva Varga, Éva Pozsik, Katalin Agárdi, Zsófia Tholt |
| 1980          | Honvéd Kilián FSE                                                                                                 | István Englert, József Papp, Károly Kazinczy, Erzsébet Németh, Éva Pozsik, Emőke Szilassy, Éva Molnár |
| 1981          | Honvéd Zrínyi SE                                                                                                  | György Vörös, Béla Jankovich, Ferenc Rolek, László Rakonczai, Jenő Bánkuti, Tibor Pinke, Ildikó Vígh, Zsuzsa Diószegi, Erzsébet Gindert |
| 1982          | Honvéd Kilián FSE                                                                                                 | István Englert, József Papp, József Bozsó, László Ocskó, Erzsébet Németh, Zsuzsa Kovács, Emőke Businé Szilassy |
| 1983          | György Vörös, Béla Jankovich, Ferenc Rolek, László Rakonczai, Tibor Pinke, Ildikó Vígh, Judit Fejes, Ágnes Magyar | |
| 1984          | Honvéd Zrínyi SE                                                                                                  | György Vörös, Béla Jankovich, Ferenc Rolek, László Rakonczai, Tibor Pinke, Ildikó Vígh, Judit Fejes, Ágnes Magyar |
| 1985          | Honvéd Zrínyi SE                                                                                                  | György Vörös, Béla Jankovich, Ferenc Rolek, László Rakonczai, Gábor Németh, Ildikó Vígh, Judit Fejes, Zsuzsa Diószegi |
| 1986          | Honvéd Zrínyi SE                                                                                                  | György Vörös, Béla Jankovich, Gábor Németh, János Herling, Ildikó Vígh, Judit Fejes, Ágnes Magyar |
| 1987          | Nyíregyházi VSSC                                                                                                  | Gábor Petrovits, Csaba Kiss, Suparmadi Andita, Supermadi Arsena, György Borka, Éva Varga, Andrea Harsági, Andrea Gönczi, Gizella Losonczky, Andrea Keul |
| 1988          | Honvéd Zrínyi SE                                                                                                  | György Vörös, János Herling, Csaba Béleczki, Zsolt Kocsis, Gyula Szalai, Ildikó Vígh, Judit Fejes, Júlia Dudics |
| 1989          | Honvéd Zrínyi SE                                                                                                  | György Vörös, János Herling, Csaba Béleczki, Zsolt Kocsis, Gyula Szalai, Ildikó Vígh, Judit Fejes, Júlia Dudics, Hajnalka Horváth, Bea Csákány |
| 1990          | Nyíregyházi VSSC                                                                                                  | Tamás Gebhard, Gábor Petrovits, Csaba Kiss, Csaba Pintér, Andrea Harsági, Andrea Gönczi, Éva Varga, Zsuzsa Kovács |
| 1991          | Debreceni Kinizsi SE                                                                                              | Richárd Bánhidi, Zsolt Fábián, Tamás Hódos, Gábor Papp, Zsolt Siska, Ákos Károlyi, Zoltán Kiss, Csilla Fórián, Kinga Karácsony, Adrienn Kocsis, Viola Vízer, Rea Ábrahám                                                                                       |
| 1992          | Debreceni Kinizsi SE                                                                                              | Richárd Bánhidi, Attila Karika, Ákos Károlyi, Tamás Hódos, Hu Tan, Gábor Papp, Zsolt Siska, Viktor Cséti, Csilla Fórián, Kinga Karácsony, Adrienn Kocsis, Viola Vizer, Rea Ábrahám                                                                             |
| 1993          | Debreceni Kinizsi SE                                                                                              | Richárd Bánhidi, Attila Karika, Ákos Károlyi, Tamás Hódos, Hu Tan, Csilla Fórián, Kinga Karácsony, Adrienn Kocsis |
| 1994          | Debreceni Kinizsi SE                                                                                              | Richárd Bánhidi, Szergej Repko, Tamás Hódos, Attila Karika, Viktor Cséti, Ákos Károlyi, Hu Tan, Csilla Fórián, Kinga Karácsony, Adrienn Kocsis, Viola Vizer, Tatyana Litvinenko, Szilvia Benczik, Judit Dankai                                                 |
| 1995          | Debreceni Kinizsi SE                                                                                              | Richárd Bánhidi, Ákos Károlyi, Attila Karika, Zoltán Kiss, Hu Tan, Tamás Hódos, Gyula Szőke, Gábor Papp, Adrienn Kocsis, Csilla Fórián, Kinga Karácsony, Szilvia Benczik, Zita Batár                                                                           |
| 1996          | Honvéd Zrínyi SE                                                                                                  | Zsolt Kocsis, Gyula Szalai, György Vörös, Antal Goetter, András Sinka, Csaba Szikra, Norbert Menczel, Melinda Keszthelyi, Andrea Ódor, Andrea Dakó, Hajnalka Horváth, Bernadett Krajcsovicz, Bettina Menczel                                                   |
| 1997          | Debreceni TC SE                                                                                                   | Richárd Bánhidi, Levente Csiszér, Attila Karika, Viktor Cséti, Ákos Károlyi, Tamás Hódos, Gábor Papp, Gyula Szőke, Csilla Fórián, Kinga Karácsony, Adrienn Kocsis, Zita Batár, Andrea Kocsis, Zsófia Tóth                                                      |
| 1998          | Debreceni TC SE                                                                                                   | Richárd Bánhidi, Levente Csiszér, Attila Karika, Viktor Cséti, Ákos Károlyi, Tamás Hódos, Csilla Fórián, Kinga Karácsony, Adrienn Kocsis, Zita Batár |
| 1999          | Hajdú Gabona Debreceni TC-DSI                                                                                     | Levente Csiszér, Viktor Cséti, Richárd Bánhidi, Ákos Károlyi, Tamás Hódos, Attila Karika, András Kerekes, Teofil Tóth, Csilla Fórián, Zita Batár, Orsolya Kocsis, Andrea Kocsis                                                                                |
| 2000          | Hajdú Gabona Debreceni TC-DSI                                                                                     | Richárd Bánhidi, Levente Csiszér, Tamás Hódos, Ákos Károlyi, Teofil Tóth, Attila Kaposi, Henrik Tóth, Csilla Fórián, Zita Batár, Kinga Karácsony, Zsuzsa Kovács                                                                                                |
| 2001          | Hajdú Gabona Debreceni TC-DSI                                                                                     | Mario Carulla, Levente Csiszér, Henrik Tóth, Ákos Károlyi, Tamás Hódos, Teofil Tóth, Attila Kaposi, Richárd Bánhidi, Csilla Fórián, Orsolya Kocsis, Zsuzsa Kovács, Zsófia Kovács, Zita Batár                                                                   |
| 2002          | Hajdú Gabona Debreceni TC-DSI                                                                                     | Levente Csiszér, Ákos Károlyi, Attila Kaposi, Henrik Tóth, Tamás Hódos, Teofil Tóth, Richárd Bánhidi, Csilla Fórián, Zsuzsa Kovács, Zsuzsa Czifra, Zsófia Kovács, Orsolya Varga                                                                                |
| 2003          | Hajdú Gabona Debreceni TC-DSI                                                                                     | Levente Csiszér, Ákos Károlyi, Attila Kaposi, Henrik Tóth, Teofil Tóth, Péter Kapitány, Csilla Fórián, Zsuzsa Kovács, Zsuzsa Czifra, Zsófia Kovács, Orsolya Varga, Kinga Karácsony                                                                             |
| 2004          | Hajdú Gabona Debreceni TC-DSI                                                                                     | Levente Csiszér, Ákos Károlyi, Attila Kaposi, Henrik Tóth, Richárd Bánhidi, Péter Kapitány, Viktor Cséti, Ákos Varga, Balázs Boros, Csilla Fórián, Zsuzsa Kovács, Zsuzsa Czifra, Zsófia Kovács, Orsolya Varga, Kinga Karácsony, Zsanett Hegedűs, Renáta Hüse   |
| 2005          | Hajdú Gabona Debreceni TC-DSI                                                                                     | Levente Csiszér, Ákos Károlyi, Attila Kaposi, Henrik Tóth, Richárd Bánhidi, Péter Kapitány, Viktor Tóth, Ákos Varga, Balázs Boros, Csilla Fórián, Zsuzsa Kovács, Zsuzsa Czifra, Zsófia Kovács, Orsolya Varga                                                   |
| 2006          | Hajdú Gabona Debreceni TC-DSI                                                                                     | Balázs Boros, Péter Kapitány, Attila Kaposi, Ákos Károlyi, Henrik Tóth, Viktor Tóth, Ákos Varga, Zsuzsa Czifra, Csilla Fórián, Zsanett Hegedűs, Renáta Hüse, Mónika Kispál, Zsófia Kovács, Orsolya Varga                                                       |
| 2007          | Hajdú Gabona Debreceni TC-DSI                                                                                     | Balázs Boros, Péter Kapitány, Attila Kaposi, Ákos Károlyi, Henrik Tóth, Ákos Varga, Zsuzsa Czifra, Csilla Fórián, Zsanett Hegedűs, Renáta Hüse, Mónika Kispál, Orsolya Varga                                                                                   |
| 2008          | Hajdú Gabona Debreceni TC-DSI                                                                                     | Balázs Boros, Péter Kapitány, Attila Kaposi, Henrik Tóth, Ákos Varga, György Vislóczki, Zsuzsa Czifra, Csilla Fórián, Mónika Kispál, Orsolya Varga |
| 2009          | Pécsi Multi-Alarm SE                                                                                              | Daryono Budisantoso, Máté Dubicz, András Németh, Dávid Sárosi, Márton Szatzker, Sára Fekete, Zsófia Horváth, Laura Sárosi, Hanny Setiani, Eszter Zsolt |
| 2010          | Hajdú Gabona Debreceni TC-DSI                                                                                     | Balázs Boros, Sándor Kmetty, Gergely Krausz, Henrik Tóth, Ákos Varga, Vladimír Závada, György Vislóczki, Daniella Donda, Zsuzsa Czifra, Csilla Fórián, Mónika Kispál, Orsolya Varga                                                                            |
| 2011          | Pécsi Multi-Alarm SE                                                                                              | Daryono Budisantoso, Máté Dubicz, Ákos Károlyi, András Németh, Pál Pádár, Henrik Tóth, Márton Szatzker, Feng Xingquaio, Sára Fekete, Zsófia Horváth, Laura Sárosi, Hanny Setiani, Eszter Zsolt                                                                 |
| 2012          | Pécsi Multi-Alarm SE                                                                                              | Levente Csiszér, Máté Dubicz, Ákos Károlyi, András Németh, Pál Pádár, Henrik Tóth, Márton Szatzker, Arif Rasidi, Marcell Elek, Sára Fekete, Zsófia Horváth, Laura Sárosi, Réka Sárosi, Eszter Zsolt, Mariya Ulitina                                            |
| 2013          | Pécsi Multi-Alarm SE                                                                                              | Máté Dubicz, Marcell Elek, Laura Sárosi, Réka Sárosi, Eszter Zsolt, Mariya Ulitina, Pál Pádár, Henrik Tóth, Lee Tsuen Seng, Dániel Gradwohl, Nikolett Bogdán                                                                                                   |
| 2014          | Pécsi Multi-Alarm SE                                                                                              | Laura Sárosi, Réka Sárosi, Eszter Zsolt, Henrik Tóth, Dániel Gradwohl, Nikolett Bogdán, Kristóf Horváth, Atthaviroj Karnphop, Gergely Krausz, Dorotea Sutara, Péter Letsch                                                                                     |
| 2015          | Pécsi Multi-Alarm SE                                                                                              | Dániel Gradwohl, Nikolett Bogdán, Kristóf Horváth, Gergely Krausz, Atthaviroj Karnphop, Henrik Tóth, József Mester, Bence Pytel, Márton Szatzker, Cheah Yea See, Goh Yea Ching, Laura Sárosi                                                                   |
| 2016          | Pécsi Multi-Alarm SE                                                                                              | |
| 2017          | Pécsi Multi-Alarm SE                                                                                              | |
| 2018          | Pécsi Multi-Alarm SE                                                                                              | |
| 2019          | Pécsi Multi-Alarm SE                                                                                              | Dániel Gradwohl, Henrik Tóth, Bence Pytel, Labieb Bin Muhzafar, Bence Pytel, Márton Szerecz, Gergő Pytel, Mariya Ulitina, Daniella Gonda, Ágnes Kőrösi, Réka Madarász, Bianka Bukoviczki, Nikoletta Bukoviczki                                                 |
| 2020          | Tisza Tollas SE                                                                                                   | Döme Matusovits, Andras Piliszky, Zoltán Kereszti, Mate Balint, Tamás Gebhard, Balazs Papai, Benedek Gellert, Balint Papai, Adam Könczöl, Didi Purwanto, Anna Bozsogi, Mira Koszó, Mira Bozsogi, Silvi Wulandri, Dian Ayu Mayasari, Febby Angguni, Nelli Dudas |
| 2021          | Tisza Tollas SE                                                                                                   | Mate Balint, Zoltán Kereszti, Balazs Papai, Balint Papai, Adam Könczöl, Andras Piliszky, Didi Purwanto, Iskandar Zulkarnarin, Anna Bozsogi, Laura Sárosi, Silvi Wulandri                                                                                       |
| 2022          | Tisza Tollas SE                                                                                                   | |
| 2023          | Pécsi Multi-Alarm SE                                                                                              | Daniella Gonda, Bene Benjamin Kiss, Gergő Pytel, Gatjra Piliang Fiqihilani Cupu, Zsófi Szabó, Csanád Horváth, Yevheniia Kantemyr, Kristóf Tóth, Petra Hart, Márton Szerecz, Bianka Bukoviczki, Gergely Krausz, Barnabás Tóth, Ou Yang Wang, Miklós Végh        |
| 2024          | Pécsi Multi-Alarm SE                                                                                              | Csanád Horváth, Milán Mesterházy, Petra Hart, Márton Szerecz, Kristóf Tóth, Daniella Gonda, Zsófi Szabó, Gatjra Piliang Fiqihilani Cupu, Gergő Pytel, Hédi Dorozsmai, Barnabás Tóth, Bene Benjámin Kiss, Gergely Krausz, Mariya Ulitina, Miklós Végh           |
| 2025          | Pécsi Multi-Alarm SE                                                                                              | Ikmal Hussain Jaafar, Csanád Horváth, Rok Jercinovic, Daniella Gonda, Hédi Dorozsmai, Kristóf Tóth, Barnabás Tóth, Eszter Zsolt, Petra Hart, Milán Mesterházy, Péter Palkovics, Márton Szerecz, Zsófi Andrea Szabó                                             |